# OnlyFans
OnlyFans（オンリーファンズ）は、イギリスのロンドンに拠点を置く成人向けソーシャルメディアサービス。携帯機器からアクセスすることができる。クリエイターは、自分の登録者または「ファン」専用のコンテンツを提供することができる。
このプラットフォームはTwitterのビジネスモデルを模倣している。特にアダルトエンターテインメント産業で人気を博し、ヌードやポルノグラフィなどの内容が過半数を占めるが、フィットネスの専門家や、独立系ミュージシャンなどのクリエイターも使用している。
2020年にはオースティン・マホーンが参入したことが話題になった。その他にリリー・アレン、アンバー・ローズ、ニック・キリオス、トニー・ウォード、ベラ・ソーン、デニス・リチャーズといった有名人も参加している。